# Pseudantiora
Pseudantiora is een geslacht van vlinders van de familie tandvlinders (Notodontidae).

## Soorten
- P. contingata Möschler, 1883
- P. indiscreta Dognin, 1923
- P. irregularis Dognin, 1916
- P. laurena Schaus, 1920
- P. rufescens Schaus, 1906